# Ricardo Strafacce
Ricardo Strafacce (Buenos Aires, 6 de enero de 1958) es un escritor y abogado argentino. Autor de catorce novelas cortas, cinco poemarios y dos obras teatrales, fue traducido a los idiomas francés y hebreo. Además, publicó los libros Osvaldo Lamborghini: una biografía y Presentación de Rodolfo Fogwill. Una monografía, que fueron elogiados por la crítica. En 2014, recibió el Premio Konex, y, en 2016, el Premio Municipal de Literatura.

## Biografía
Ricardo Strafacce nació el 6 de enero de 1958 en la ciudad de Buenos Aires, Argentina. En 1982, se recibió de abogado por la Facultad de Derecho de la Universidad de Buenos Aires. En 1999, publicó su primera novela, El crimen de la Negra Renguera, un policial acerca del asesinato de un bancario.
Entre los años 2006 y 2017, publicó las novelas cortas La banda del Dr. Mandrile contra los corazones solitarios (2006), La boliviana (2008), La transformación de Rosendo (2009), Carlutti y Pareja (2010), Crímenes perfectos (2011), El Parnaso Argentino (2012), Frío de Rusia (2013), La novelita triste de Osvaldo Lamborghini (2013), Gerardo y Mercedes (2013), La conversación (2014), Ojo por diente seguida de El chino que leía el diario en la fila del patíbulo (2014) y La Escuela Neolacaniana de Buenos Aires (2017).
En 2008, publicó Osvaldo Lamborghini: una biografía, que narra la vida y realiza un análisis de la obra del escritor y poeta argentino del mismo nombre. Según Fabián Casas, el libro es, «quizás [...] la mejor biografía que se escribió» en la literatura argentina. Beatriz Sarlo elogió su «desmesura intelectual y formal». Para Osvaldo Baigorria, el texto marcó «un antes y un después para el género biografía».
 

En 2014, Strafacce se encargó de la edición y el prólogo de Nuestro iglú en el Ártico, una antología de cuentos del escritor uruguayo Mario Levrero. En 2016, defendió al escritor argentino Pablo Katchadjian en el proceso judicial que María Kodama inició contra él por su libro El Aleph engordado.
En 2018, publicó Cesar Aira: un catálogo, una recopilación de fragmentos de libros del autor del título. En 2021, publicó su decimocuarta novela, El galpón, un policial de influencias kafkianas. En 2024, publicó Presentación de Rodolfo Fogwill. Una monografía, que analiza toda la obra en prosa del escritor homónimo. En su reseña para el diario Clarín, el periodista Pablo Díaz Marenghi llamó al libro «un estudio pormenorizado como nunca antes se ha visto».

## Obra

### Novela
- El crimen de la Negra Reguera (Beatriz Viterbo, 1999)
- La banda del Dr. Mandrile contra los corazones solitarios (Beatriz Viterbo, 2006)
- La boliviana (Mansalva, 2008)
- La transformación de Rosendo (Mansalva, 2009)
- Carlutti y Pareja (Mansalva, 2010)
- Crímenes perfectos (Mansalva, 2011)
- El Parnaso Argentino (La calabaza del diablo, 2012)
- Frío de Rusia (Blatt & Ríos, 2013)
- La novelita triste de Osvaldo Lamborghini (Milena Caserola, 2013)
- Gerardo y Mercedes (Wu Wei, 2013)
- La conversación (La propia cartonera, 2014)
- Ojo por diente seguida de El chino que leía el diario en la fila del patíbulo (Blatt & Ríos, 2014)
- La Escuela Neolacaniana de Buenos Aires (Blatt & Ríos, 2017)
- El galpón (Blatt & Ríos, 2021)

### Poesía
- Bula de lomo (Spiral Jetty, 2011)
- De los boludos no tenemos la culpa (Pánico el pánico, 2012)
- Pelo de Cabra (Mansalva, 2015)
- Anna Livia Bolivianna (Borde Perdido, 2018)
- Entre Asia? (Caleta Olivia, 2023)

### Teatro
- La editorial (Libretto, 2014)
- Love mi do (Borde Perdido, 2020)

### Otros
- Osvaldo Lamborghini: una biografía (Mansalva, 2008)
- César Aira: un catálogo (Mansalva, 2018)
- Diario del año de la peste (Borde Perdido, 2020)
- Presentación de Rodolfo Fogwill. Una monografía (Blatt & Ríos, 2023)

### Antología
- Nuestro iglú en el Ártico. Relatos escogidos de Mario Levrero (Criatura Editora, 2012)

## Premios
- 2014: Premio Konex en Biografías y Memorias.[23]
- 2016: Premio Municipal de Literatura de la Ciudad de Buenos Aires.[7]